# Neoplasias quísticas del páncreas
Las neoplasias quísticas del páncreas (PCL en inglés) son lesiones del páncreas que contienen líquido o mucus limitado por una capa histológica (quiste). Las neoplasias quísticas del páncreas son lesiones poco frecuentes que suponen aproximadamente el 10%  del total de las lesiones quísticas pancreáticas y el 1 % de los tumores del páncreas.
En su mayoría son lesiones benignas, aunque existen lesiones con potencial maligno.
Son de crecimiento lento, por lo que su pronóstico suele no ser crítico y su remoción quirúrgica muchas veces resulta en su cura.
La tasa de diagnósticos de neoplasias quísticas del páncreas ha aumentado, con el uso de la tomografía computada abdominal.
Se los clasifica teniendo en cuenta su tamaño, el ritmo de crecimiento, la densidad radiológica y las características de la pared de estas lesiones, como lo es la presencia de nódulo, tabicaciones o calcificaciones, además de la relación que puedan tener con el conducto pancreático.
La PAAF, una punción con aspiración realizada con aguja fina guiada con ultrasonido endoscópico (EUS-FNA), con análisis de líquido proveniente del quiste, o bien la colangiopancreatografía retrógrada endoscópica CPRE, son útiles para la toma de decisiones clínicas. Sin embargo, posee un alto riesgo de efectos adversos.
Los quistes, que contienen líquido espeso con presencia de mucina, antígeno carcinoembrionario (CEA en inglés) elevado (192ng/ml) o células atípicas, deben tratarse como potencialmente malignos.

## Pseudoquiste
Es la lesión quística más frecuente del páncreas con cerca de 90% de los casos. Se encuentra relacionada con la pancreatitis alcohólica. Estas lesiones carecen de recubrimiento epitelial y son una complicación no neoplásica de la pancreatitis o de la lesión del conducto pancreático.

## Clasificación
Tabla 1. Clasificación de la Organización Mundial de la Salud de 2003. Tumores primarios del páncreas exocrino.
| Benigno                                                        |
| Cistoadenoma seroso                                            |
| Cistoadenoma mucinoso                                          |
| Adenoma mucinoso papilar intraductal                           |
| Teratoma quístico mucinoso                                     |
| Borderline (incierto potencial maligno)                        |
| Tumor quístico mucinoso con moderada displasia                 |
| Tumor mucinoso papilar intraductal con displasia moderada      |
| Tumor sólido pseudopapilar                                     |
| Maligno                                                        |
| Adenocarcinoma ductal                                          |
| Carcinoma indiferenciado (anaplásico)                          |
| Cistoadenocarcinoma seroso                                     |
| Cistoadenocarcinoma mucinoso: no invasivo o invasivo           |
| Carcinoma mucinoso papilar intraductal: no invasivo o invasivo |
| Cistoadenocarcinoma de células acinares                        |
| Carcinoma sólido papilar                                       |

## Cistoadenoma seroso
Son considerados tumores benignos, sin potencial maligno. Son muy poco frecuentes. (< 1%). Tienen un ritmo de crecimiento de 0.45 cm por año. Cerca de la mitad son asintomáticos, suelen ser un hallazgo incidental.
La otra mitad posee síntomas tales como dolor abdominal, plenitud epigástrica o pérdida moderada de peso. Ocasionalmente pueden crecer hasta tener la capacidad de producir ictericia u obstrucción gastrointestinal.
Estas lesiones contienen líquido seroso negativo en la tinción para mucina y es bajo en CEA (< 192 ng/mL).
La típica imagen médica de este tumor es la de una masa quística, bien circunscrita, con pequeñas tabicaciones que presenta líquido con densidad cercana a la del agua y a veces es visible una cicatriz central calcificada.

## Cistoadenoma mucinoso y cistoadenocarcinoma
Pueden ser tumores benignos como el cistoadenoma mucinoso, "borderline" o malignos como el cistadenocarcinoma.
El cistoadenoma mucinoso representa el 10% de los quistes pancreáticos y el 1% de las neoplasias pancreáticas. La clasificación de tumores de la Organización Mundial de la Salud (OMS) de 2010 define a las neoplasias quísticas mucinosas (NQM) como una neoplasia epitelial formadora de quistes que no presenta comunicación con el conducto pancreático y que está compuesto de un epitelio columnar productor de mucina y un estroma denso.
Las neoplasias quísticas mucinosas tienden a presentarse en mujeres perimenopáusicas. Cuando aparecen en mujeres cercanas a la tercera década de la vida, un tercio de ellas se ubica en el cuerpo o la cola del páncreas.
Estos quistes, son de paredes gruesas que no se comunican con el conducto pancreático principal, pudiendo presentar nódulos o clasificaciones dentro de la pared del quiste.
Generalmente, los quistes son multi lobulados y están recubiertos por un epitelio cilíndrico alto, responsable de producir la mucina viscosa del quiste. La capa submucosa se conforma de un estroma bastante celular, compuesto este por células fusiformes con núcleos alargados que asemejan el estroma ovárico, dato clave para el diagnóstico.
El hallazgo de niveles elevados de CEA (> 192 – 200 ng/mL) y la presencia de excreciones papilares, que desplazan hacia adelante el lumen es sugestivo de transformación maligna.
El tratamiento generalmente es quirúrgico y conlleva la extirpación del área afectada del páncreas.

## Neoplasia papilar mucinosa intraductal
La neoplasia papilar mucinosa intraductal (en inglés IPMN intraductal papillary mucinous neoplasms ) la mayoría de las veces, aparece en la cabeza del páncreas y crece dentro de los conductos como una proyección papilar intraductal del epitelio ductal (invasivo), donde produce mucina, ocasionando la dilatación quística del lumen. Esto se puede observar mediante imágenes médicascomo una dilatación difusa del conducto pancreático.
Mediante CPRE, se puede ver la mucina saliendo por la ampolla de Vater, este signo se conoce como “lesión en ojo de pescado” y es casi patognomónico.
La neoplasia papilar mucinosa intraductal (IPMN), muestra una frecuencia de 52%, con una distribución de género equitativa y generalmente afecta, a pacientes de entre la séptima y octava década de vida, quienes se presentan con dolor abdominal o pancreatitis recurrente al servicio de emergencias.
De un 5 a un 6 % de los pacientes,  van a presentar, además con esteatorrea, diabetes mellitus y pérdida de peso por insuficiencia pancreática.
En el IPMN de conducto principal, de un 57 a un 92% de los casos, van a presentar transformación maligna.

## Tumor sólido pseudopapilar
Descritos por Frantz en el año 1959, son tumores raros, que en su mayoría afectan a mujeres jóvenes.
Anteriormente esta entidad fue conocida como, tumor sólido y quístico, sólido y papilar y quístico-papilar.
Generalmente, se aprecian como lesiones bien circunscritas en el CT. Estos quistes no son verdaderos, ya que no están recubiertos por epitelio, sino que desarrollan un proceso de necrosis (necrótico), degenerativo.